# 2ª edizione dei British Academy Video Game Awards
La seconda edizione dei British Academy Video Games Awards, premiazione istituita dalla British Academy of Film and Television Arts, si è tenuta il 1 marzo 2005. La cerimonia ha premiato i migliori videogiochi degli anni 2003 e 2004. Half-Life 2 è stato il gioco più premiato della serata, ottenendo ben sei riconoscimenti su otto candidature.

## Vincitori e candidati

### Miglior Gioco d'Azione
- Half-Life 2 – Valve Corporation/Valve Corporation

- Grand Theft Auto: San Andreas – Rockstar North/Rockstar Games
- Halo 2 – Bungie/Microsoft Game Studios
- Metroid Prime 2: Echoes – Retro Studios and Nintendo/Nintendo
- Ratchet & Clank: Up Your Arsenal – Insomniac Games/Sony Computer Entertainment
- The Chronicles of Riddick: Escape from Butcher Bay – Starbreeze Studios and Tigon Studios/Vivendi Universal Games

### Miglior Colonna Sonora
- Hitman: Contracts – Jesper Kyd, IO Interactive/Eidos Interactive

- Evil Genius – James Hannigan
- Fable – Danny Elfman and Russell Shaw, Big Blue Box Studios and Lionhead Studios/Microsoft Game Studios
- Forgotten Realms: Demon Stone – Stormfront Studios and Zono Inc./Atari
- Harry Potter e il Prigioniero di Azkban – Jeremy Soule, Griptonite Games, KnowWonder and EA UK/Electronic Arts
- Rome: Total War – Jeff van Dyck, The Creative Assembly/SEGA

### Miglior Animazione
- Half-Life 2 – Valve Corporation/Valve Corporation

- Grand Theft Auto: San Andreas – Rockstar North/Rockstar Games
- Halo 2 – Bungie/Microsoft Game Studios
- Jak 3 – Naughty Dog/Sony Computer Entertainment
- Killzone – Guerrilla Games/Sony Computer Entertainment
- Onimusha 3: Demon Siege – Capcom/Capcom

### Miglior Gioco Originale
- SingStar/SingStar Party – SCE London Studio/Sony Computer Entertainment

- Animal Crossing – Nintendo EAD/Nintendo
- Donkey Konga – Namco/Nintendo
- Fable – Big Blue Box Studios and Lionhead Studios/Microsoft Game Studios
- Second Sight – Free Radical Design/Codemasters
- Sid Meier's Pirates! – Firaxis Games/Atari

### Miglior Direzione Artistica
- Half-Life 2 – Valve Corporation/Valve Corporation

- Burnout 3: Takedown – Criterion Games/Electronic Arts
- Doom 3 – id Software/Activision
- Killzone – Guerrilla Games/Sony Computer Entertainment
- Onimusha 3: Demon Siege – Capcom/Capcom
- Prince of Persia: Warrior Within – Ubisoft Montreal/Ubisoft

### Miglior Gioco per PC
- Half-Life 2 – Valve Corporation/Valve Corporation

- Doom 3 – id Software/Activision
- Far Cry – Crytek/Ubisoft
- Myst IV: Revelation – Ubisoft Montreal/Ubisoft
- Rome: Total War – The Creative Assembly/SEGA
- The Sims 2 – Maxis/Electronic Arts

### Miglior Sonoro
- Call of Duty: Finest Hour – Spark Unlimited/Activision

- Doom 3 – id Software/Activision
- DJ Decks & FX: House Edition – Relentless Software/Sony Computer Entertainment Europe
- Forgotten Realms: Demon Stone – Stormfront Studios and Zono Inc./Atari
- Manhunt – Rockstar North/Rockstar Games
- SingStar/SingStar Party – SCE London Studio/Sony Computer Entertainment

### Miglior Gioco per PS2
- Burnout 3: Takedown – Criterion Games/Electronic Arts

- Call of Duty: Finest Hour – Spark Unlimited/Activision
- EyeToy: Play 2 – SCE London Studio/Sony Computer Entertainment
- Grand Theft Auto: San Andreas – Rockstar North/Rockstar Games
- SingStar/SingStar Party – SCE London Studio/Sony Computer Entertainment
- Tom Clancy's Ghost Recon 2 – Red Storm Entertainment/Ubisoft

### Gioco dell'Anno
- Half-Life 2 – Valve Corporation/Valve Corporation

- FIFA Football 2005 – EA Canada/Electronic Arts
- Football Manager 2005 – Sports Interactive/SEGA
- Grand Theft Auto: San Andreas – Rockstar North/Rockstar Games
- Halo 2 – Bungie/Microsoft Game Studios
- Pro Evolution Soccer 4 – Konami Computer Entertainment Tokyo/Konami

### Miglior Gioco di Corse
- Burnout 3: Takedown – Criterion Games/Electronic Arts

- FlatOut – Bugbear Entertainment/Empire Interactive
- Mario Kart: Double Dash – Nintendo EAD/Nintendo
- Need for Speed: Underground 2 – EA Black Box/Electronic Arts
- RalliSport Challenge 2 – Digital Illusions CE/Microsoft Game Studios
- WRC 4 – Evolution Studios/Sony Computer Entertainment Europe

### Miglior Gioco per Bambini
- Donkey Konga – Namco/Nintendo

- EyeToy: Groove – SCE London Studio/Sony Computer Entertainment
- EyeToy: Play 2 – SCE London Studio/Sony Computer Entertainment
- Shrek 2 – Luxoflux/Activision
- SingStar/SingStar Party – SCE London Studio/Sony Computer Entertainment
- Sly 2: La banda dei ladri – Sucker Punch Productions/Sony Computer Entertainment

### Miglior Gioco Sportivo
- Pro Evolution Soccer 4 – Konami Computer Entertainment Tokyo/Konami

- FIFA Football 2005 – EA Canada/Electronic Arts
- Mario Golf: Advance Tour – Camelot Software Planning/Nintendo
- Tiger Woods PGA Tour 2005 – EA Sports/Electronic Arts
- Tony Hawk's Underground 2 – Neversoft/Activision
- WRC 4 – Evolution Studios/Sony Computer Entertainment Europe

### Miglior Gioco per GameCube
- Prince of Persia: Warrior Within – Ubisoft Montreal/Ubisoft

- Donkey Konga – Namco/Nintendo
- Mario Kart: Double Dash – Nintendo EAD/Nintendo
- Metroid Prime 2: Echoes – Retro Studios and Nintendo/Nintendo
- Second Sight – Free Radical Design/Codemasters
- Tiger Woods PGA Tour 2005 – EA Sports/Electronic Arts

### Sunday Times Reader Award for Games
- Football Manager 2005 – Sports Interactive/SEGA

- FIFA Football 2005 – EA Canada/Electronic Arts
- Grand Theft Auto: San Andreas – Rockstar North/Rockstar Games
- Half-Life 2 – Valve Corporation/Valve Corporation
- Halo 2 – Bungie/Microsoft Game Studios
- Pro Evolution Soccer 4 – Konami Computer Entertainment Tokyo/Konami

### Miglior Gioco Handheld
- Colin McRae Rally 2005 – Codemasters/Codemasters

- Fire Emblem – Intelligent Systems/Nintendo
- Harry Potter e il Prigioniero di Azkban – Griptonite Games/Electronic Arts
- Pokémon Rosso Fuoco e Verde Foglia – Game Freak/The Pokémon Company
- Star Wars Trilogy – Traveller's Tales/LucasArts
- The Legend of Zelda: The Minish Cap – Capcom and Flagship/Nintendo

### Miglior Direzione Tecnica
- Burnout 3: Takedown – Criterion Games/Electronic Arts

- Doom 3 – id Software/Activision
- EyeToy: Play 2 – SCE London Studio/Sony Computer Entertainment
- Half-Life 2 – Valve Corporation/Valve Corporation
- Metroid Prime 2: Echoes – Retro Studios and Nintendo/Nintendo
- Pikmin 2 – Nintendo EAD/Nintendo

### Miglior Gioco per Mobile
- BlueTooth BiPlanes – Morpheme Wireless Ltd/Morpheme Wireless Ltd

- 3D Pool – 3R Studio/3R Studio
- Ancient Empires – Macrospace/Macrospace
- Colin McRae Rally 2005 – Codemasters/Codemasters
- Fatal Force: Earth Assault – Macrospace/Macrospace
- Tiger Woods PGA Tour 2005 – EA Sports/Electronic Arts

### Miglior Gioco per Xbox
- Halo 2 – Bungie/Microsoft Game Studios

- Burnout 3: Takedown – Criterion Games/Electronic Arts
- Fable – Big Blue Box Studios and Lionhead Studios/Microsoft Game Studios
- Grand Theft Auto: Double Pack – Rockstar North and Rockstar Vienna/Rockstar Games
- The Chronicles of Riddick: Escape from Butcher Bay – Starbreeze Studios and Tigon Studios/Vivendi Universal Games
- Tom Clancy's Ghost Recon 2 – Red Storm Entertainment/Ubisoft

### Miglior Online Multiplayer
- Half-Life 2 – Valve Corporation/Valve Corporation

- Burnout 3: Takedown – Criterion Games/Electronic Arts
- Far Cry – Crytek/Ubisoft
- Halo 2 – Bungie/Microsoft Game Studios
- Ratchet & Clank: Up Your Arsenal – Insomniac Games/Sony Computer Entertainment
- Tom Clancy's Splinter Cell: Pandora Tomorrow – Ubisoft Shanghai and Ubisoft Milan/Ubisoft

### Premio Speciale
- Sam Houser
- Leslie Benzies